# Lochkoviano
| Carbonifero                                                                                         | Mississippiano | Tournaisiano | Più recente |
| Devoniano                                                                                           | Superiore      | Famenniano   | 372,15±0,46 |
| Devoniano                                                                                           | Superiore      | Frasniano    | 382,31±1,36 |
| Devoniano                                                                                           | Medio          | Givetiano    | 387,95±1,04 |
| Devoniano                                                                                           | Medio          | Eifeliano    | 393,47±0,99 |
| Devoniano                                                                                           | Inferiore      |              |             |
| Devoniano                                                                                           | Emsiano        | 410,62±1,95  |             |
| Devoniano                                                                                           | Praghiano      | 413,02±1,91  |             |
| Devoniano                                                                                           | Lochkoviano    | 419,62±1,36  |             |
| Siluriano                                                                                           | Pridoliano     | -            | Più antico  |
| Suddivisione del sistema del Devoniano secondo la Commissione internazionale di stratigrafia (ICS). |                |              |             |

Nella scala dei tempi geologici, il Lochkoviano rappresenta il primo dei tre stadi stratigrafici o età in cui è suddiviso il Devoniano inferiore, la prima delle tre epoche del periodo Devoniano, che a sua volta è il quarto dei sei periodi in cui è suddivisa l'era del Paleozoico.
Il Lochkoviano è compreso tra  416,0 ± 2,8 e 411,2 ± 2,8 milioni di anni fa (Ma), preceduto dal Pridoli, l'ultima epoca del Siluriano, e seguito dal Praghiano.

## Etimologia
Il nome dello stadio Lochkoviano deriva dalla località di Lochkov, a sud-ovest di Praga, nella Repubblica Ceca.

Lo stadio Lochkoviano fu definito nel 1958, ma originariamente assegnato al periodo Siluriano come suo ultimo stadio. Nel 1982, nel corso del Congresso Geologico Internazionale di Montreal, il Lochkovian fu invece considerato come primo stadio del Devoniano.

## Definizioni stratigrafiche e GSSP
La base del Lochkoviano, nonché dell'intero periodo Devoniano, è definita immediatamente al di sotto della prima comparsa negli orizzonti stratigrafici dei graptoliti della specie Monograptus uniformis. Poco al di sopra si ha anche un'abbondante comparsa di Monograptus uniformis uniformis e Monograptus uniformis angustidens, considerati marcatori secondari assieme ai trilobiti della specie Walburgella rugulosa rugosa.   

### GSSP
Il GSSP, il profilo stratigrafico di riferimento della Commissione Internazionale di Stratigrafia, è localizzato nello strato 20, nella sezione Klonk, vicino al villaggio di Suchomasty, a circa 35 km a sud-ovest di Praga, nella Repubblica Ceca. L'intera sequenza stratigrafica consiste in un'alternanza di letti e scisti calcarei.

## Suddivisioni
Il Lochkoviano contiene quattro biozone di conodonti:
- Zona della Pedavis pesavis
- Zona della Ozarkodina delta
- Zona della Ozarkodina eurekaensis
- Zona della Icriodus woschmidti/Icriodus postwoschmidti